# 澤田百
澤田百（さわだ もも、旧芸名：入來 もも いりき もも、2003年7月22日 - ）は、日本の女優。プロダクション尾木所属。

## 概要
11歳から地元・宮古島の劇団に所属し、2022年春に上京。同年8月に『週刊プレイボーイ』でグラビアアイドルデビューし、2023年2月には『週刊ヤングジャンプ』でもグラビアに起用された。
2024年6月1日、名前を澤田 百（さわだ もも）に変更したことを発表した。

## 人物
- 特技は三線、琉球舞踊[5]。

## 出演

### CM
- おきぎんJCB
- docomo沖縄 春キャンペーン
- コカ・コーラ「チームコカ･ コーラ colorful dreams! #2023」編
- NTTドコモ ドコモ青春割「青春ビンゴ」編

### MV
- 金城綾乃「グッバイ」

## 作品

### デジタル写真集
- 清浄（集英社、2022年8月22日）
- 健康（集英社、2023年2月2日）
- きょうの純真（集英社、2023年4月3日）